# Anthaxia villiersi
Anthaxia villiersi es una especie de escarabajo del género Anthaxia, familia Buprestidae. Fue descrita científicamente por Baudon en 1959.

## Distribución
Habita en el Neártico, Neotrópico, región indomalaya, Paleártico y región afrotropical.